# ベーコネーズ
ベーコネーズ (Baconnaise) とは、カシェールなマヨネーズベースのソースで、特にベーコン味のものを指す。2008年11月にJ＆Dフーズの創設者ジャスティン・エッシュとデイヴ・レフコウによって開発されたベーコネーズは、消費者が実際に製品を買うかどうかを判断するためにノースダコタ州グランドフォークスでテスト販売され、発売後6ヶ月で4万瓶の売り上げを達成した。ザ・デイリー・ショーとオプラ・ウィンフリー・ショーで紹介されてからは売れ行きが飛躍的に伸び、ついに百万瓶を突破している。

## 歴史
ABCニュースのインタビューで、エッシュとレフコウは、ベーコネーズや彼らの最初の発明であるベーコン・ソルトのもともとのアイディアが浮かんだのは、夕食の席でベーコン製品についてジョークを言い合っていたときだと語っている。そしてそこから起業するまでにかかった費用の5000ドルをレフコウは「アメリカズ・ファニエスト・ホーム・ビデオ」にビデオを投稿して稼いだという。二人は自分たちの製品に対する関心を高めるために、いくつものスポーツイベントにベーコンのコスチュームで参加し、会社に注目してもらうためソーシャル・ネットワーキング・サービスも利用した。
2009年2月25日の「ザ・デイリー・ショー」のなかでジョン・スチュワートはこの製品を馬鹿にして「ベーコネーズをソーセージ入り棒つきパンケーキ（ジミーディーン社製の揚げないアメリカンドッグのような食品）につけて」食べ、「すぐに吐き気を」催した。後にスチュワートは「ベーコネーズは心臓病にかかりたいが実際にベーコンをつくるのは面倒だという人向けだ」と言っている。その後も小道具としてこの商品を使ったスチュワートはベーコネーズを「資本主義の偉大な功績」と呼んだ。
ベーコネーズは2009年4月24日のオプラ・ウィンフリー・ショーでも話題になり、エッシュとレフコウはSkypeを通じてオプラにインタビューを受けた。番組のゲストとともにこの製品を使ったサンドイッチを食べた彼女が「ベジタリアンでカシュルートなのね！ありがとうジャスティンとデイヴ！皆さんもベーコネーズを買ってね！」と称賛してから、会社のウェブサイトと電話には人が殺到し、「僕らのサーバーはクラッシュした。インターネットも、電話もクラッシュ」するほどだった。それと平行して商品の売り上げは大きく伸びた。レフコウは放送から一年後にそれまでの「ベーコネーズの売り上げは100万瓶を超えた」と発言している。

## 製品
エシェとレフコウによれば、二人はまずマヨネーズとベーコンから出発し、そしてシェフとともにベーコンを材料に使わずにベーコンに近い味をマヨネーズに出す方法を模索した。さらにベーコネーズは人工香味料やグルタミン酸ナトリウムを一切使っていないとも語っている。しかし実際の製造工程や内容物については企業秘密としている。無添加の燻製調味料とトコフェロールは瓶にも記載されている。